# Scapheremaeus hieroglyphicus
Scapheremaeus hieroglyphicus är en kvalsterart som först beskrevs av Hall 1911.  Scapheremaeus hieroglyphicus ingår i släktet Scapheremaeus och familjen Cymbaeremaeidae. Inga underarter finns listade i Catalogue of Life.